# Cantone di Compiègne-2
Il Cantone di Compiègne-2 è una divisione amministrativa dell'Arrondissement di Compiègne.
È stato costituito a seguito della riforma approvata con decreto del 20 febbraio 2014, che ha avuto attuazione dopo le elezioni dipartimentali del 2015.
Comprende parte della città di Compiègne e i 16 comuni di:
- Armancourt
- Chelles
- Croutoy
- Cuise-la-Motte
- Hautefontaine
- Jaux
- Jonquières
- Lachelle
- Lacroix-Saint-Ouen
- Le Meux
- Pierrefonds
- Saint-Étienne-Roilaye
- Saint-Jean-aux-Bois
- Saint-Sauveur
- Venette
- Vieux-Moulin